# Мастиково дърво
Мастиково дърво (Pistacia lentiscus или Мастиков храст) е вид ниско дърво от разред Sapindales.

## Разпространение
Дървото е разпространено в страни и острови от целия Средиземноморски район. Ареалът му на разпростронение се простира от Канарските острови, Мароко и Испания на запад до Турция, Сирия и Израел на изток.

## Описание
Видът е двуполов вечнозелен храст или неголямо дърво, достигащо до 4-5 m височина. Кората е тъмна, плодовете са костилкови с диаметър 4-5 mm и заострен връх. От мъжките дървета се добива смола наречена мастикс. Тя е вторичен продукт, отделян от каналите на кората и клоните.